# Ernst Bruck
Ernst Robert Bruck (* 7. Juni 1876 in Breslau; † 28. Januar 1942 in Hamburg) war ein deutscher Jurist.

## Leben und Wirken
Ernst Bruck war der Sohn eines Kaufmanns. Er studierte Rechtswissenschaften an der Universität Heidelberg und der Universität Straßburg. Nach der Promotion 1900 in Straßburg arbeitete er als Landrichter in Metz. 1909 ging er nach Berlin. Am dortigen Kaiserlichen Aufsichtsamt für Versicherungswesen wurde er 1911 Regierungsrat sowie ständiges Mitglied des Aufsichtsamts für Privatversicherung. 1916 erhielt er einen Ruf auf eine Professorenstelle des Kolonialinstituts in Hamburg, wo er Versicherungswissenschaften lehrte. Im selben Jahr gehörte er gemeinsam mit Paul Riebesell zu den Gründungs- und Vorstandsmitgliedern des Versicherungswissenschaftlichen Vereins in Hamburg.
1919 wurde die Universität Hamburg gegründet. Ernst Bruck erhielt eine außerordentliche Professorenstelle in der Rechts- und Staatswissenschaftlichen Fakultät der Universität und übernahm den Aufbau des Seminars für Versicherungswissenschaften. Er gehörte zu den Mitherausgebern der Hanseatischen Rechtszeitschrift, die später als Hanseatische Rechts- und Gerichtszeitschrift erschien. Nach der Wahl zum Dekan der Fakultät für Rechts- und Staatswissenschaften im Februar 1933 trat Bruck, der jüdischen Glaubens war, die Stelle aufgrund der Machtergreifung nicht an. Stattdessen wurde er zum 30. September 1935 zwangsweise emeritiert.
Ernst Bruck legte die Grundlagen für die sogenannte „Hamburger Schule“, die in der Ausgestaltung von Versicherungsverträgen und im Versicherungsvermittlungsrecht zu finden ist. Auf ihn geht Theorie, gleichartig versicherte Personen in einer Gefahrengemeinschaft zusammenzufassen, zurück. Auch die Gefahrtragungstheorie, die Pflichten des Versicherers regelt, wurde von Bruck gegründet. Die Theorie der Inanspruchnahme für den Versicherungsfall, die in der Haftpflichtversicherung Anwendung findet, wurde von Bruck gegründet. Ebenfalls auf Bruck zurückzuführen ist die sogenannte Voraussetzungstheorie des Versicherungsrechts.
Bruck hatte maßgeblichen Anteil an den Allgemeinen Seeversicherungsbedingungen, die 1919 verfasst wurden. Er publizierte umfangreich und nahm dadurch Einfluss auf die Lebens- und die private Krankenversicherung. Vor allem der Großkommentar über das Versicherungsvertragsgesetz von 1908 kann als Standardwerk angesehen werden. Sein Schüler Hans Möller griff Brucks Anfang der 1930 geäußerten Ideen auf, eine internationale Vereinigung für Versicherungsrecht ins Leben zu rufen und gründete die Association Internationale de Droit des Assurances (AIDA) mit.
Ernst Bruck starb Anfang 1942 aufgrund einer Herzerkrankung.